# Figueiró da Granja
Figueiró da Granja ist eine Kleinstadt (Vila) und Gemeinde im Norden Portugals.

## Geschichte
Hier bestand eine römische Siedlung, die auf eine frühere Siedlung der Castrokultur zurückging, wie das vermutlich etwa 4.500 Jahre alte Castro de Santiago zeigt. Im Mittelalter war der Ort als Granja oder Herdade da Figueirola bzw. de Figueiró bekannt, etwa in einer Verkaufsurkunde des Königs D. Afonso Henriques aus dem Jahr 1146. Im Jahr 1170 erhielt der Ort erste Stadtrechte.
1443 wurde es Sitz eines eigenen Kreises. 1515, nach anderen Quellen 1518 erneuerte König D. Manuel die Stadtrechte und ließ den Schandpfahl als Zeichen der Stadtrechte und Gerichtsbarkeit errichten.
Im Zuge der Verwaltungsreformen nach der Liberalen Revolution 1822 und dem folgenden Miguelistenkrieg wurde 1836 der Kreis Figueiró da Granja aufgelöst. Seither ist es eine Gemeinde des Kreises Fornos de Algodres.

## Söhne und Töchter
1898 wurde hier Aníbal d’Almeida geboren. Er wurde als Springreiter bekannt. Bei den Olympischen Sommerspielen 1924 in Paris gewann er mit den beiden anderen portugiesischen Reitern im Mannschaftswettbewerb eine Bronzemedaille, und damit die erste olympische Medaille für Portugal. Er starb 1959 im brasilianischen Rio de Janeiro.

## Verwaltung
Figueiró da Granja ist Sitz einer gleichnamigen Gemeinde (Freguesia) im Kreis Fornos de Algodres. In ihr leben 344 Einwohner auf einer Fläche von 12 km² (Stand 19. April 2021).
Die Gemeinde besteht nur aus dem namensgebenden Ort.